# Medal of Honor: Infiltrator
Medal of Honor: Infiltrator – gra komputerowa z widokiem z góry w realiach II wojny światowej, stworzona przez Netherlock Ltd. i wydana w 2003 przez Electronic Arts na konsolę Game Boy Advance.